# Maggioranza presidenziale
In Francia, la Maggioranza presidenziale (in francese: Majorité présidentielle) designa, sotto la Quinta Repubblica francese, i partiti politici e i gruppi parlamentari che sostengono l'azione del Presidente della Repubblica francese, quando questi sono maggioritari all'Assemblea nazionale. Tale designazione, spesso, è utilizzata anche da altri paesi con una forma di governo pari o simile a quella francese.
La maggioranza presidenziale varia quindi in funzione dell'etichetta politica (destra, sinistra, ect.) del Presidente della Repubblica francese; pertanto la denominazione può essere assunta sia dagli schieramenti di centro-sinistra (come avvenne durante la presidenza di François Mitterrand e di François Hollande), sia dagli schieramenti di centro-destra (come è accaduto, ad esempio, con la presidenza di Jacques Chirac e di Nicolas Sarkozy).
La coalizione che, invece, si oppone a quella della maggioranza presidenziale, assume di volta in volta denominazioni differenti (ad esempio Majorité plurielle o Gauche plurielle durante la coabitazione tra il 1997 e il 2002).

## Presidenza di Charles de Gaulle
Durante la presidenza di Charles de Gaulle (1959-1969) la maggioranza presidenziale era così composta:
- Unione per la Nuova Repubblica (1959-1967)
- Movimento Repubblicano Popolare (1959-1967)
- Regroupement national pour l'unité de la République (1959-1962)
- Centro Nazionale degli Indipendenti e dei Contadini (1959-1962)
- Unione Democratica del Lavoro (1959-1967)
- Federazione Nazionale dei Repubblicani e degli Indipendenti (1962-1969)
- Unione dei Democratici per la Repubblica (1967-1969)
- Progrès et démocratie moderne (1967-1968)
- Unione per la Difesa della Repubblica (giugno 1968 per le elezioni legislative)

## Presidenza di Georges Pompidou
Durante la presidenza di Georges Pompidou (1969-1974) la maggioranza presidenziale era così composta:
- Federazione Nazionale dei Repubblicani e degli Indipendenti (1964-1974)
- Unione dei Democratici per la Repubblica (1969-1974)
- Centro Nazionale degli Indipendenti e dei Contadini (1969-1974)
- Réformateurs démocrates sociaux (1973-1974)

## Presidenza di Valéry Giscard d'Estaing
Durante la presidenza di Giscard d'Estaing (1974-1981) la maggioranza presidenziale era così composta:
- Federazione Nazionale dei Repubblicani e degli Indipendenti (1974-1977)
- Unione dei Democratici per la Repubblica (1974-1976)
- Centro Democratico (1974-1976)
- Unione per la Democrazia Francese (1978-1981)
  - Partito Repubblicano (1977-1981)
  - Centro dei Democratici Sociali (1976-1981)
  - Partito Radicale (1974-1981)
- Raggruppamento per la Repubblica (1976-1981)

## Presidenza di François Mitterrand

### 1981-1988
Durante la prima presidenza di Mitterrand (1981-1988) e a seguito delle elezioni legislative in Francia del 1981, la maggioranza presidenziale (1981-1986) era così composta:
- Unione della Sinistra
  - Partito Socialista (PS)
  - Partito Comunista Francese (PCF) 1981-1984
  - Movimento dei Radicali di Sinistra (MRG)

A seguito delle elezioni legislative in Francia del 1986, si installa la prima coabitazione con il governo Chirac II (1986-1988).

### 1988-1995
Durante la seconda presidenza di Mitterrand (1988-1995) e a seguito delle elezioni legislative in Francia del 1988, la maggioranza presidenziale (1988-1993) era così composta:
- Partito Socialista (PS)
- Movimento dei Radicali di Sinistra (MRG)

A seguito delle elezioni legislative in Francia del 1993, si installa la seconda coabitazione con il governo Balladur (1993-1995).

## Presidenza di Jacques Chirac

### 1995-2002
Durante la prima presidenza di Chirac (1995-2002) e a seguito delle elezioni legislative in Francia del 1993, la maggioranza presidenziale (1995-1997) era così composta:
- Raggruppamento per la Repubblica (RPR)
- Unione per la Democrazia Francese (UDF)
- Partito Repubblicano (PR)
- Centro dei Democratici Sociali (CDS)
- Partito Radicale (Rad)

A seguito delle elezioni legislative in Francia del 1997, si installa la terza coabitazione con il governo Jospin (1997-2002, Majorité plurielle o Gauche plurielle).

### 2002-2007
Durante la seconda presidenza di Chirac (2002-2007) e a seguito delle elezioni legislative in Francia del 2002, la maggioranza presidenziale era così composta:
- Unione per un Movimento Popolare (UMP)
  - Raggruppamento per la Repubblica (RPR)
  - Democrazia Liberale (DL)
- Partito Cristiano-Democratico (PCD)
- Partito Radicale (Rad)

## Presidenza di Nicolas Sarkozy
Durante la presidenza di Sarkozy (2007-2012) e a seguito delle elezioni legislative in Francia del 2007, la maggioranza presidenziale era così composta:
- Unione per un Movimento Popolare (UMP)
- Nuovo Centro (NC)
- Partito Radicale (Rad)
- La Sinistra Moderna (LGM, 2007-2010)
- Movimento per la Francia (MPF)
- Caccia, Pesca, Natura e Tradizioni (CPNT)
- Partito Cristiano-Democratico (PCD)
- Centro Nazionale degli Indipendenti e dei Contadini (CNIP)

## Presidenza di François Hollande
Durante la presidenza di Hollande (2012-2017) e a seguito delle elezioni legislative in Francia del 2012, la maggioranza presidenziale era così composta:
- Partito Socialista (PS)
- Partito Radicale di Sinistra (PRG)
- Europa Ecologia I Verdi (EELV, 2012-2014)
- Partito Ecologista (PÉ, 2016-2017)
- Movimento dei Progressisti (MDP)
- Movimento Repubblicano e Cittadino (MRC)

## Presidenza di Emmanuel Macron

### 2017-2022
Durante la prima presidenza di Macron (2017-2022) e a seguito delle elezioni legislative in Francia del 2017, la maggioranza presidenziale era così composta:
- La République En Marche (LaREM)
- Movimento Democratico (MoDem)
- Movimento Radicale (Social Liberale) (MRSL)
- Alleanza Centrista (AC)
- Movimento dei Progressisti (MDP)
- Partito Ecologista (PÉ)
- Le Rassemblement citoyen - Cap21
- Unione dei Democratici e degli Indipendenti (UDI, dopo le legislative)
- Agir, la droite constructive (dopo le legislative)

### 2022-in corso
Durante la seconda presidenza di Macron (2022-in corso) e a seguito delle elezioni legislative in Francia del 2022, la coalizione presidenziale Ensemble perse la maggioranza assoluta. Il governo Borne rimase in carica diventando, però, un governo di minoranza.
A seguito delle elezioni legislative in Francia del 2024, Ensemble venne superata dal Nuovo Fronte Popolare. Per raggiungere almeno la maggioranza relativa la coalizione fu estesa ai Repubblicani, con l'insediamento dei governi Barnier (rapidamente sfiduciato) e Bayrou.